# Itch.io
itch.io는 사용자가 인디 게임을 판매 및 다운로드할 수 있는 웹사이트다. 리프 코르코란이 출시한 이 웹사이트는 2021년 8월 현재 400,000개 이상의 게임과 아이템을 호스팅한다.
Itch.io는 사용자가 게임 잼, 참가자가 게임을 만드는 데 제한된 시간(보통 1-3일)이 있는 이벤트를 주최한다. Game Off와 Game Maker's Toolkit Game Jam은 Itch.io에서 열렸다.
itch.io는 게임 개발자가 쉽고 자유롭게 사용할 수 있는 사이트이기 때문에 새로운 게임 개발자가 게임 제작을 연습하고 게임에서 돈을 벌 수 있다. Itch.io의 게임 잼은 새로운 게임 개발자가 홍보를 받고 게임 개발 기술을 향상시키는 방법을 얻을 수 있다.

## 역사
2013년 3월 3일, 리프 코르코란은 미래의 웹사이트가 어떻게 될 것인지 자세히 설명하는 블로그 항목을 leafo.net이라는 사이트에 게시했다. Rock, Paper, Shotgun과의 인터뷰에서 코르코란은 원래 하려던 게 상점이 아니라 "맞춤형 게임 홈페이지를 만드는" 장소라고 하였다. 초기 영감은 음악가를 위한 자체 출판 사이트인 밴드캠프였으며, itch.io 라는 도메인은 코르코란이 몇 년 전에 구입한 도메인에서 유래됐다.
2015년 6월, 현재 이 사이트는 15,000개 이상의 게임과 프로그램을 호스팅한다.
2015년 12월, 이 서비스는 게임 및 기타 콘텐츠를 설치하고 기존 게임과 콘텐츠를 자동으로 업데이트 할 수 있는 오픈 소스 소프트웨어 애플리케이션의 출시를 발표했다. 윈도우, macOS, 리눅스 운영체제를 동시에 지원하여 출시되었다.
2017년 2월, itch.io는 500만 다운로드를 기록했다.
조지 플로이드 시위를 지지하기 위해 Itch.io는 2020년 6월, 인종 정의와 평등을 위한 게임 묶음을 출시했다. 처음에는 700개 이상의 게임으로 출시되었지만 추가로 개발자가 기여할 것을 제안하면서 게임은 1500개 이상으로 증가했다. 11일 만에 게임 묶음은 NAACP 법률 방어 및 교육 기금과 커뮤니티 보석 기금을 위해 810만 달러를 모았다.
2021년 4월 Itch.io는 에픽게임즈 스토어에서 앱으로 제공되었다.
2021년 6월 Itch.io는 팔레스타인 구호를 위한 게임 묶음을 출시했으며, 이 게임 묶음에서 모든 수익금은 2021년 이스라엘-팔레스타인 위기의 가자 지구 민간인을 지원하기 위해 유엔 팔레스타인 난민 구호 사업 기구에게 전달된다. 여기에는 1,272개의 게임이 포함되었으며 899,000달러 이상을 모금했다.

## 수익
개발자는 플랫폼에 출시하는 게임에 대한 비용을 청구할 수 있으며 2015년 5월 Itch.io는 개발자에게 US$51,489를 지불했다. 기본적으로 사이트는 각 판매에서 10%를 세일한다. 개발자는 사이트에서 구매당 받을 금액을 선택할 수 있다. 개발자는 게임의 최저 가격(무료 포함)을 설정할 수 있으며, 고객은 구매하는 게임이 마음에 들면 최저 금액 이상을 지불할 수 있다.